# Georges Mathieu (helléniste)
 (février 2017).
Si vous disposez d'ouvrages ou d'articles de référence ou si vous connaissez des sites web de qualité traitant du thème abordé ici, merci de compléter l'article en donnant les références utiles à sa vérifiabilité et en les liant à la section « Notes et références ».
Pour les articles homonymes, voir Mathieu et Georges Mathieu.
Georges Constant Mathieu (23 février 1890 - 20 avril 1948) est un helléniste français de la première moitié du XXe siècle, professeur à la faculté des lettres de Paris (sa spécialité fait maintenant partie de l’université Paris Sorbonne-Paris IV).

## Biographie
Georges Mathieu  est né à Versailles le 23 février 1890 d’un père qui était alors élève de l’École normale supérieure de Saint-Cloud et qui avait épousé la fille d’un artisan versaillais. Du côté de son père, Georges Mathieu est d’origine vosgienne (Hadol, près d’Épinal), les Mathieu étant généralement dans leur village maîtres d’école depuis que l’aïeul avait appris à lire, écrire et compter lors de la campagne de Waterloo. Le père de Georges Mathieu fut longtemps directeur de l’École normale primaire de Bonneville (Haute-Savoie) ; mais, à partir de la classe de 5e, Georges Mathieu fit ses études au lycée Hoche à Versailles, habitant chez sa grand-mère et sa tante et ne retournant en Haute-Savoie que pour les grandes vacances.[réf. nécessaire] Il fut reçu en 1909 à l’École normale supérieure, dont il avait préparé le concours d'entrée au lycée Henri-IV, à Paris. Il suivait en même temps la conférence des Hautes études (Sciences historiques et philologiques) de Bernard Haussoullier (mémoire des hautes études soutenu en 1913 et publié en 1915). Agrégé des lettres en 1912, il enseigne aux lycées de Belfort, Besançon, Aix-en-Provence, Grenoble et finalement (de 1919 à la fin de 1925) de Nancy. Docteur ès lettres en 1925, il fut en 1926 nommé à la faculté des lettres de Nancy (spécialités faisant maintenant partie de l’université de Nancy-II). Arrivé à la faculté des lettres de Paris en 1933 (spécialité faisant maintenant partie de l’université de Paris-IV Sorbonne) et revenu habiter Versailles avec sa femme et son fils, il était à sa mort professeur d’éloquence grecque et directeur des études de grec à la Sorbonne.
Réformé pour faiblesse de constitution (rapport taille/poids) à la fin de l’instruction militaire de l’ENS, il vit, à sa grande honte, sa réforme maintenue pendant la guerre de 1914. Il épousa en août 1917 la sœur (Antoinette Martin) d’un camarade et ami de l’École normale, tué en août 1914 et à la mémoire de qui il dédia ensuite l’un de ses livres. Pendant la Seconde Guerre mondiale, il fut témoin de l’évacuation de la Sorbonne ainsi que du bombardement de Rennes et de l’arrivée des Allemands à Rennes et plus tard de la libération de Versailles. Pendant l’Occupation, sans avoir fait partie d’aucune organisation de la Résistance, il marqua dès le début son opposition à Vichy, en particulier, avec cinq collègues (Louis Séchan, Jean Bayet, André Boulanger, Albert Pauphilet, Jean-Marie Carré) lors du vote préliminaire de l’Assemblée de faculté de décembre 1940 concernant le Statut des Juifs.
La mort de Georges Mathieu à l’âge de 58 ans eut lieu le 20 avril 1948 à la Sorbonne même, où il venait reprendre ses cours. Elle est peut-être due à une hâte excessive à reprendre son travail, mais peut-être aussi à un effet tardif des privations de l’Occupation.

## Orientation scientifique
Georges Mathieu, éditeur et traducteur d’Isocrate et de Démosthène, est un spécialiste des idées politiques et de la propagande politique à Athènes au IVe siècle av. J.-C. Son premier travail scientifique (mémoire des hautes études) est consacré aux documents – c’est-à-dire aux faux – utilisés par Aristote dans sa Constitution d'Athènes.  Sa thèse de doctorat concerne les idées politiques. Des articles publiés dans la Revue de Philologie, la Revue des études grecques, la Revue des études anciennes témoignent de préoccupations analogues. On a retrouvé à sa mort un ouvrage complet – sauf un chapitre disparu avec un élève mort en déportation – sur La Propagande politique à Athènes au Ve et au IVe siècle. Le travail d’interprétation historique qui accompagnait son travail d’édition et de traduction portait donc de préférence sur la vie politique.

## Ouvrages principaux

### Études
- Les Idées  politiques d’Isocrate, Paris, Belles Lettres, 1925, deuxième tirage 1966.
- Démosthène, l’homme et l’œuvre, Paris, Boivin, 1948.
- La Sorbonne en guerre (1940-1944) suivi de Journal de la Libération de Versailles, Paris, L’Harmattan, 2011.

### Éditions avec traduction
- Aristote, Constitution d’Athènes, Paris, Belles Lettres, collection Budé, 2003 (1922), avec Bernard Haussoullier.
- Démosthène, Plaidoyers politiques, tome III, Paris, Belles Lettres, collection Budé, 2002 (1945) contient le Sur l’Ambassade
- Démosthène Plaidoyers politiques, tome IV, Belles Lettres, collection Budé, 2002 (1947) contient principalement Sur la Couronne
- Isocrate, tome I, Paris, Belles Lettres, collection Budé, 2009 (1929) L’introduction générale à Isocrate et la plupart des discours sont de Georges Mathieu ; certains discours sont d’Émile Brémond (élève de l’ENS, agrégé des lettres, directeur du journal Le Progrès de Lyon depuis avril 1940).
- Isocrate, tome II, Paris, Belles Lettres, collection Budé, 2003 (1938) Comme pour le tome précédent, certains discours sont d’Émile Brémond.
- Isocrate, tome III, Paris, Belles Lettres, collection Budé, 2003 (1945)
- Isocrate, tome IV, Paris, Belles Lettres, collection Budé, 2003 (1962) Principalement d’Émile Brémond.